# فران فلوري
فران فلوري (بالإنجليزية: Fran Flory)‏ هي مديرة فنية أمريكية، ولدت في عقد 1960.